# Anicetus rubensi
Anicetus rubensi är en stekelart som beskrevs av Xu och He 1997. Anicetus rubensi ingår i släktet Anicetus och familjen sköldlussteklar. Inga underarter finns listade i Catalogue of Life.